# ファティスルタンメフメットモスク

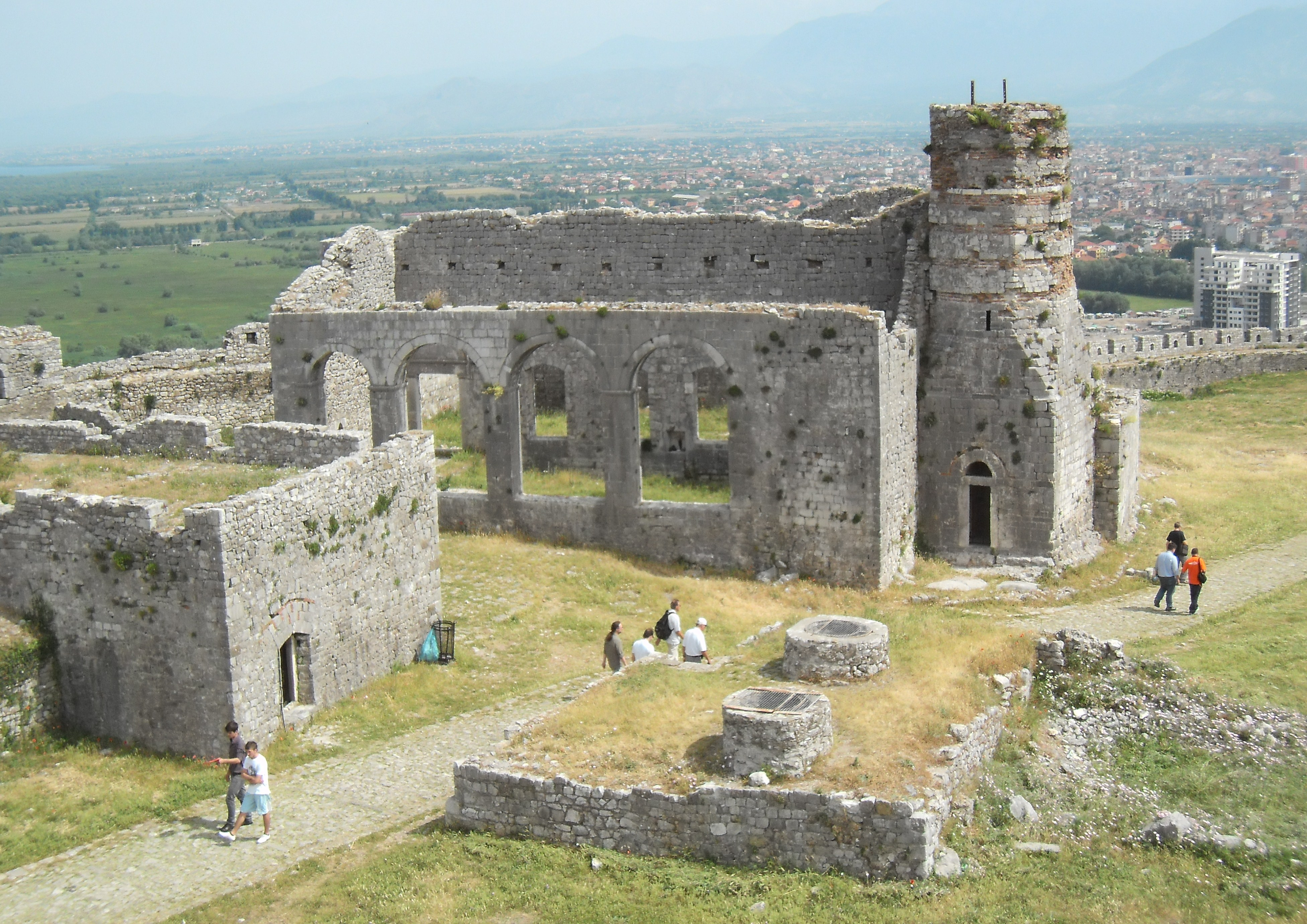
ファティスルタンメフメットモスク

ファティスルタンメフメットモスク （ アルバニア語: Xhamia e Sulltan Mehmet Fatihut    ）、別名ファティモスク（ アルバニア語: Xhamia e Fatihut ）は、アルバニアシュコドラの近くのロザファ城内にある13世紀の建物の遺跡である。このモスクはオスマン帝国がアルバニアを支配していたときに彼らによって作られた。 

## 歴史
1980年代に行われた考古学的研究によると、建物は元々キリスト教の教会で、1300年頃に建てられ、 聖ステファノにちなんで名付けられた。建設年の推定は用いられている建設技術が典型的であった時代に基づいている。   モスクへの改築は1479年に行われ、メフメト2世(ファティスルタンメフメット、征服サルタンメフメット）にちなんで改名された。 
この教会およびモスクの遺跡には、ディッカ 、ミフラーブ、大きなミナレットの遺跡がある。ファティスルタンメフメットモスクはシュコドラに中世から残る数少ない建物の一つであり、エンヴェル・ホッジャの独裁時代にシュコドラの36のすべてのモスクが破壊された際に、一部にしても残存した唯一のモスクである。  部分的に米国の支援を受けているこのモスクを元の教会の状態に復元する計画については、シュコダルのイスラム教徒のコミュニティが好意的ではなく、米国大使のマーシーリース氏は、プロジェクトの資金調達を再評価することを約束した。

## こちらもご覧ください
- アルバニアのイスラム教

## 参照
1. ↑  Nikolli, Fatmira (2017年1月12日). “Kisha-xhami në Kalanë e Shkodrës/ Meksi: Ishte kishë, të bëhet muze, kush përdor fenë për sherr, s’beson në Perëndi”. Balkanweb 2018年11月9日閲覧。
2. 1 2  Machiel Kiel (1990), Research Centre for Islamic History, Art and Culture, ed., “Ottoman architecture in Albania (1385-1912)” (German), Islamic art series (Istanbul) Band 5:  pp. 230, ISBN 92-9063-330-1
3. ↑  “Press Release”. 2015年1月6日閲覧。

 ウィキメディア・コモンズには、ファティスルタンメフメットモスクに関するカテゴリがあります。